# Sarah Grand
Madame Sarah Grand (Donaghadee, 1854-Calne, 12 de mayo de 1943), nacida Frances Bellenden Clarke en Rosebank House, Donaghadee, Co.Down, Irlanda fue una escritora feminista activa desde 1873 a 1922 en el Reino Unido.
Sus padres eran Edward John Bellenden Clarke (1813-1862) y Margaret Bell Sherwood (1813-1874). Cuando su padre se murió, su madre la cogió a ella y sus hermanos de vuelta a Bridlington, Inglaterra para estar cerca de su familia que vivía en Rysome Garth cerca de Holmpton en East Yorkshire. En 1868 Frances fue enviada a la Escuela Naval Real de Twickenham, pero después de un año le pidieron que se fuera y acabó el colegio en Kensington, Londres. En agosto de 1870, a los 16 años de edad, se casó (algunos dicen que se fugó con él) con el cirujano de la Armada David Chambers McFall que era 21 años mayor y tenía dos hijos de su anterior matrimonio –  Chambers Haldane Cooke McFall y Albert William Crawford McFall. El único hijo de Frances y Chambers McFall, David Archibald Edward (Archie) McFall, (que se convirtió en actor con el nombre de Archie Carlow Grand) nació en Sandgate, Kent, el 7 de octubre de 1871. Desde 1873 hasta 1878 la familia viajó por el Extremo Oriente. En 1879 se trasladaron a Norwich, y en 1881 a Warrington, Lancashire donde su esposo se retiró.  
El matrimonio no fue feliz y en 1890 Frances dejó a su marido para proseguir su carrera como escritora y cambió su nombre por el de Madame Sarah Grand. Vivió en Londres durante un tiempo y entonces durante 20 años en Tunbridge Wells, Kent, tiempo en el que ella tuvo un papel activo en las sociedades locales por el sufragio femenino, así como a viajar extensamente, particularmente por los Estados Unidos. En 1920 se trasladó a Bath y durante algunos años fue Lady Mayoress junto con el Mayor Cedric Chivers. Murió en su casa en The Grange en Calne, Wiltshire, el 12 de mayo de 1943.
Su obra trató sobre la Nueva Mujer en la ficción y de hecho escribió tratados sobre el tema del fracaso del matrimonio, y sus novelas pudieron considerarse como polémicas fuertemente en contra del matrimonio.  
La novela de la Nueva Mujer fue un desarrollo de finales del siglo XIX. Los novelistas de la Nueva Mujer y sus personales animaban y apoyaban a muchos tipos diferentes de acción política en el Reino Unido. Para algunas mujeres, el movimiento de la Nueva Mujer proporcionó apoyo para las mujeres que deseaban trabajar y aprender por sí mismas, y quien empezó a cuestionarse la idea del matrimonio y la desigualdad de las mujeres. Para otras mujeres, especialmente Sarah Grand, el movimiento de la Nueva Mujer permitía a las mujeres hablar no solo sobre la desigualdad de las mujeres, sino también sobre las responsabilidades de las mujeres de clase media para con la nación. En The Heavenly Twins Grand demuestra los peligros del doble estándar moral que ignoraba la promiscuidad de los hombres mientras que castigaba a las mujeres por los mismos actos. De manera más importante, sin embargo, Grand arguye en The Heavenly Twins que para que la nación británica se hiciera más fuerte, las mujeres de clase media tenían la responsabilidad de elegir maridos con los que ellas produjeran niños fuertes y bien educados.

## Obras
- Ideala,   1888
- The Heavenly Twins,   1893
- Our Manifold Nature,   1894
- The Beth Book,   1897
- Babs the Impossible,1901
- Adnam's Orchard,   1912
- The Winged Victory,   1916
- Variety,   1922